# Hilarius av Poitiers
Hilarius av Poitiers, född cirka 315 i Poitiers, död 13 januari 367 i Poitiers, var biskop i sin hemstad. Han var teolog och kom efter sin död att bli betraktad som ett betydande helgon; han räknas som kyrkofader i både Öst- och Västkyrkan. I Romersk-katolska kyrkan är han sedan 1851 även som kyrkolärare. Hans helgondag firas den 13 januari.

## Biografi
Hilarius föddes i Gallien av hedniska föräldrar, konverterade till kristendomen och blev omkring år 353 biskop i sin födelsestad. Kejsar Constantius II förvisade 356 Hilarius till Frygien, där han stiftade bekantskap med den nicaenska trosbekännelsen och den arianska striden som föranlett att denna formulerades. När Hilarius år 360 kom hem blev han känd som expert på de frågor som år 325 hade avhandlats vid första konciliet i Nicaea och försvarade ivrigt det begrepp som konciliet hade använt, homoousios, för att beskriva relationen mellan Fadern och Sonen i Treenigheten. Han kallades "kättarnas hammare och gissel" (latin: hæreticorum malleus et flagellum). I modern tid fick han av Karl von Hase namnet "Västerlandets Athanasius". Hilarius, Athanasius och Gregorius av Nazianzos spelade en mycket stor roll för hur teologin utvecklades mellan konciliet i Nicaea och första konciliet i Konstantinopel 60 år senare.
Hilarius skrev på latin och författade omfattande verk om Treenigheten samt kommentarer om Matteusevangeliet, Paulus brev, Psaltaren med mera. Hans viktigaste verk är De Trinitate, "Om Treenigheten", i tolv band. Han drog sina slutsatser om relationen mellan Fadern och Sonen genom noggranna studier av både Gamla och Nya Testamentet. Han har därför betraktats som den förste egentlige exegeten bland de latinska kyrkofäderna.
Hilarius menade att det enda som de kristnas teologiska läror – exempelvis treenighetsläran – egentligen behövs för, är för att förebygga sådana missuppfattningar som heretikerna förde fram.